# Torshälla kvarn
Ej att förväxla med väderkvarnen på Klockberget som förstördes i en brand 2022.

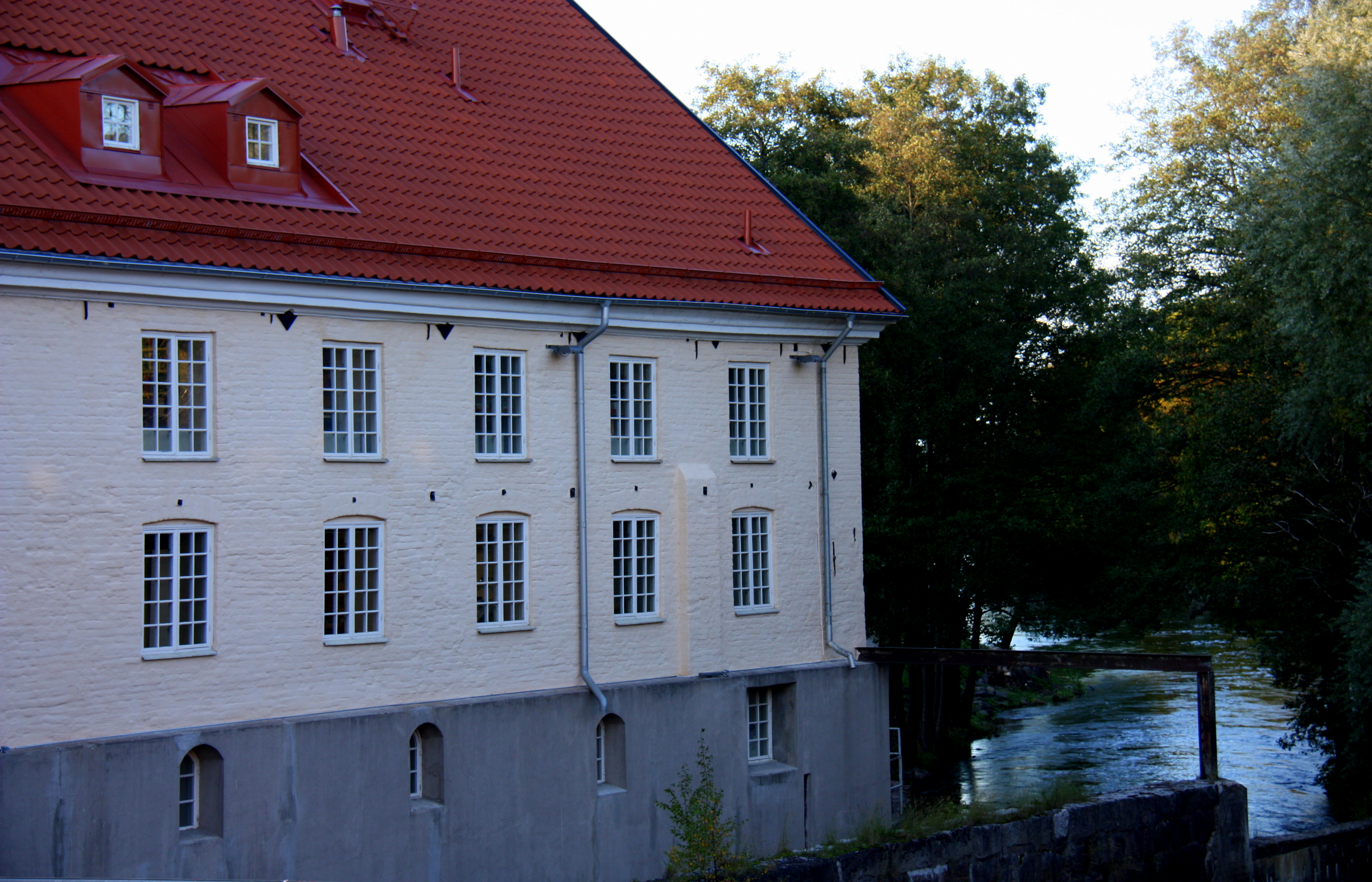
Torshälla kvarn

Torshälla kvarn är en tidigare kronokvarn i Torshälla, Eskilstuna kommun, belägen vid Kvarnfallet i Torshällaån. Vattenkvarnen började uppföras 1628 av Hubert de Besche för kronans räkning, under Gustav II Adolfs regeringstid. Kvarnen ersatte då flera mindre kvarnar som tidigare funnits vid fallet och konstruerades med två rännor med fem hjul vardera. 1737 övergick kvarnen i privat ägo och köptes av slottsbyggmästaren Peter Gerdes. 1754 fick han avstå kvarnen som ersättning för en skuld till kammarrådet och professorn i historia Henrik Julius Voltemat.
Kvarnen köptes 1828 av Adolf Zethelius, grundare av det närbelägna Nyby bruk. Större ombyggnader och moderniseringar genomfördes 1880, 1938 och 1946. Efter en brand i maj 1947 övertogs byggnaden och rustades upp av Torshälla stad.  Idag inrymmer kvarnbyggnaden bland annat Torshällas bibliotek och en utställningslokal.

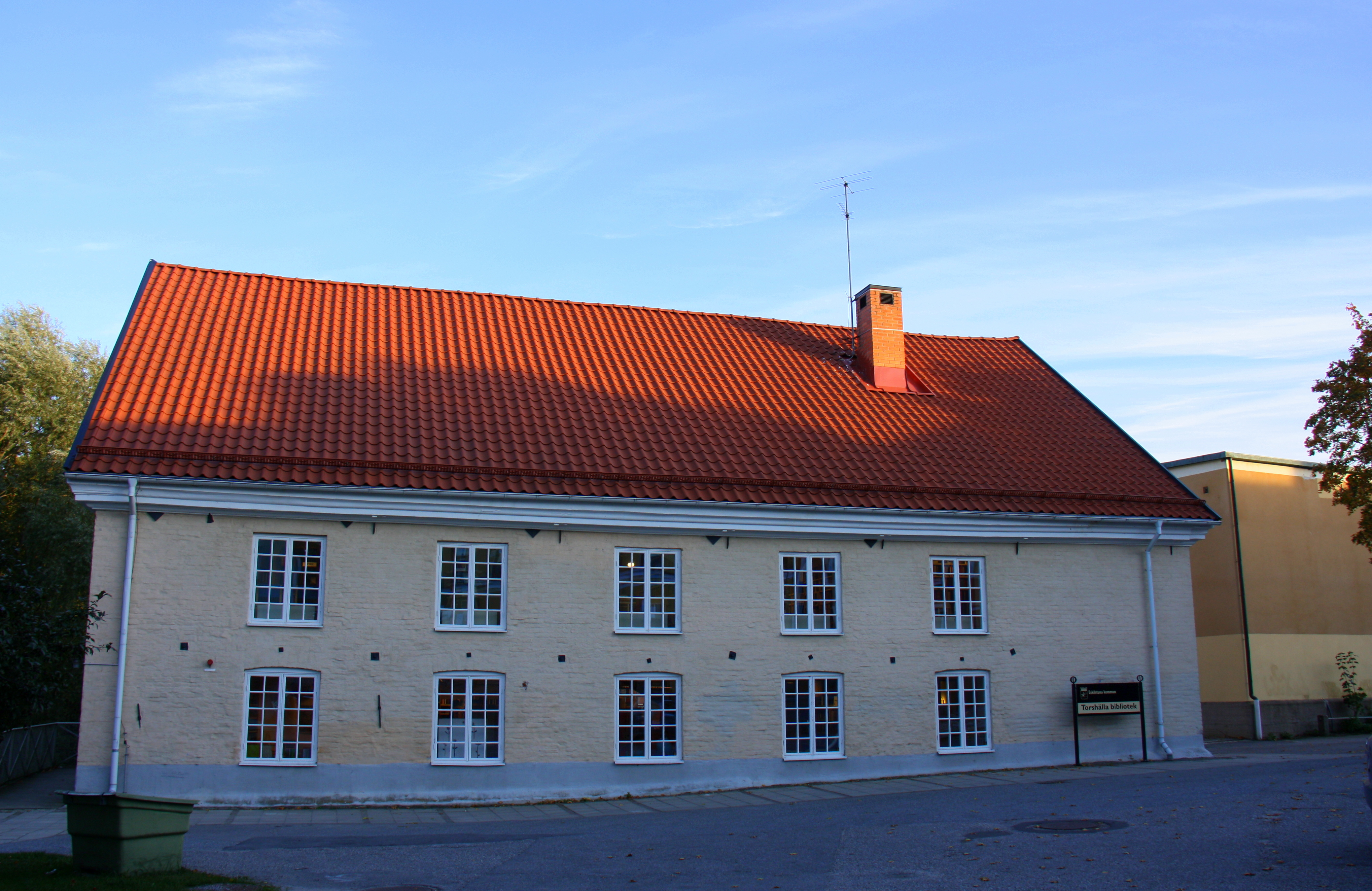
Vy från gatan
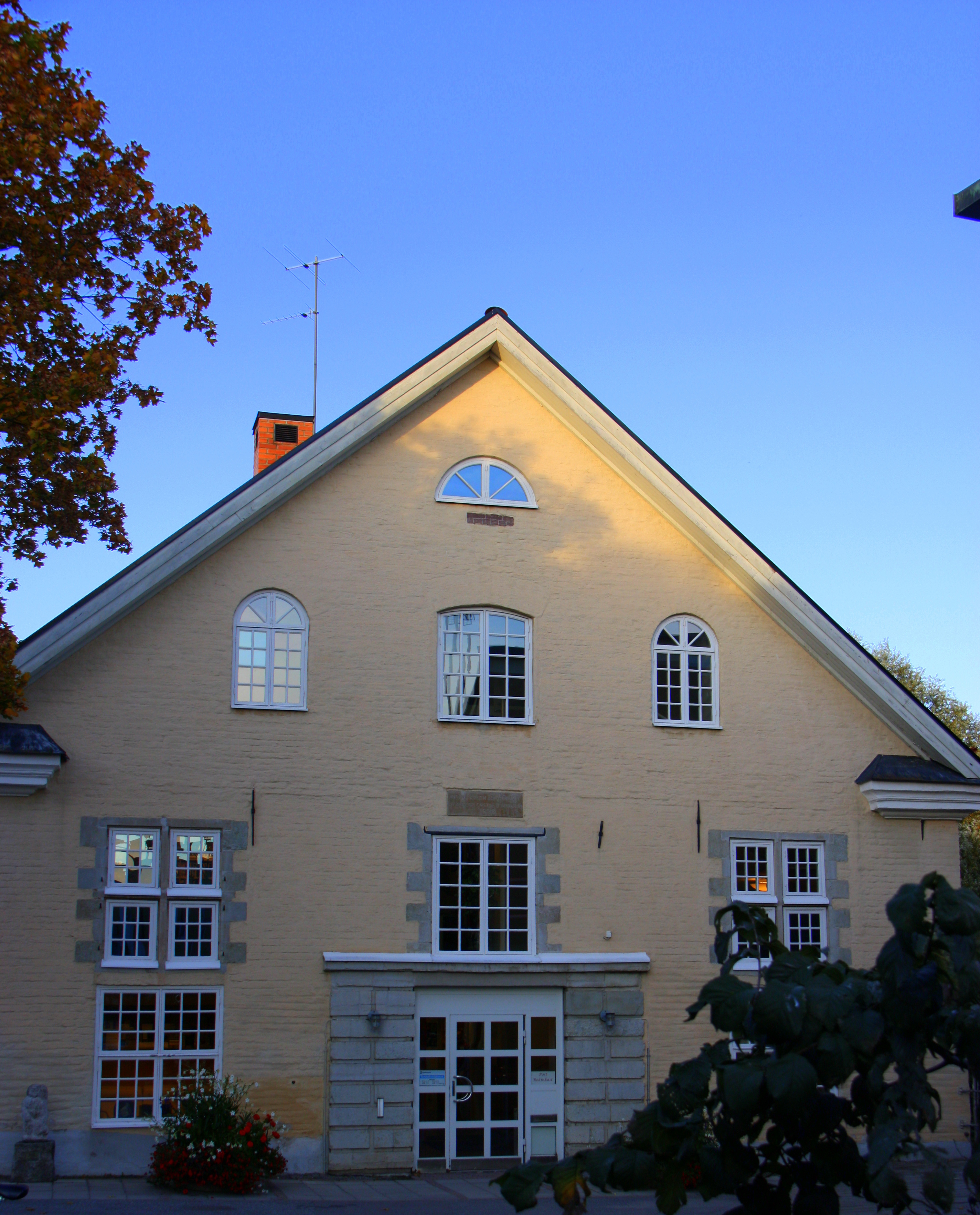
Gavel
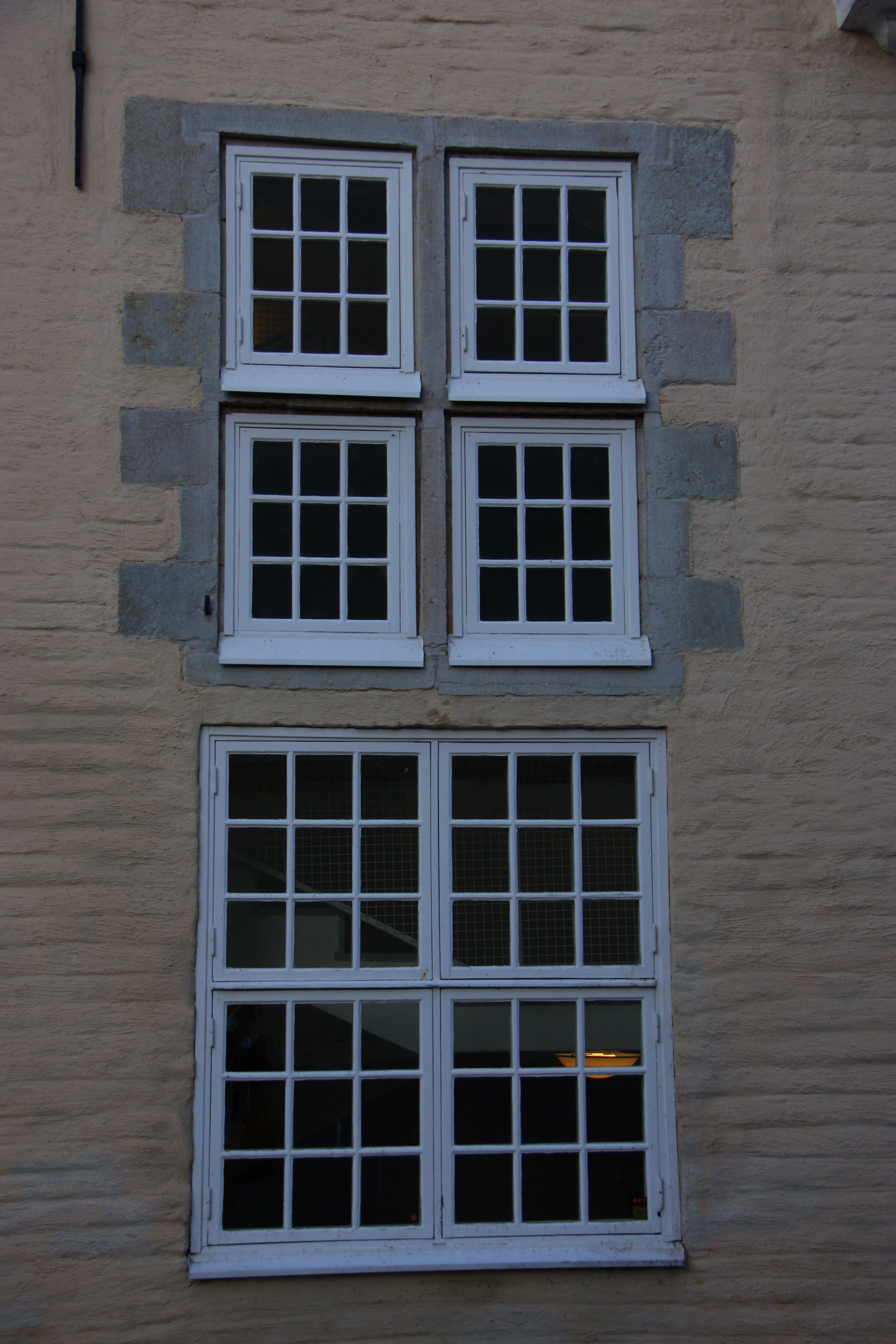
Fönsterdetalj